# 硝化菌屬
硝化菌屬（學名：Nitrobacter）也称硝化杆菌属，是慢生根瘤菌科的一屬，其下細菌大多呈桿狀，屬於革蘭氏陰性菌，是化學自營生物。
硝化菌在土壤中將亞硝酸鹽氧化成硝酸鹽以產生能量，在氮循環中扮演重要的角色，與植物藉光合作用產生能量的方式不同。硝化菌通过卡尔文循环固定二氧化碳以满足其碳需求。

## 下属物种
- Nitrobacter alkalicus Sorokin et al. 1999
- 汉堡硝化杆菌 Nitrobacter hamburgensis Bock et al. 2001
- Nitrobacter vulgaris Bock et al. 2001
- 维氏硝化杆菌 Nitrobacter winogradskyi Winslow et al. 1917，该种以最早分离出这些细菌的微生物学家 S． Winogradsky 的名字命名。